# 10980 Breimer
10980 Breimer è un asteroide della fascia principale. Scoperto nel 1973, presenta un'orbita caratterizzata da un semiasse maggiore pari a 2,2556379 UA e da un'eccentricità di 0,1203242, inclinata di 2,85291° rispetto all'eclittica.